# Leon Szalet
Leon Szalet, ursprünglich: Chaim Jehudah Leib Chalette (9. April 1892 in Żelechów – 2. März 1958 in Berlin) war ein polnischer Immobilienmakler. Er lebte ab 1921 in Berlin; seine Flucht nach England im Jahre 1939 scheiterte. Daraufhin wurde er ins KZ Sachsenhausen eingeliefert und dort massiven Misshandlungen ausgesetzt. 1940 kam er dank der Bemühungen seiner Tochter frei und konnte via Italien und Shanghai in die Vereinigten Staaten flüchten.
Szalet war einer der frühesten Zeitzeugen der Verbrechen des Nationalsozialismus.

## Leben und Werk

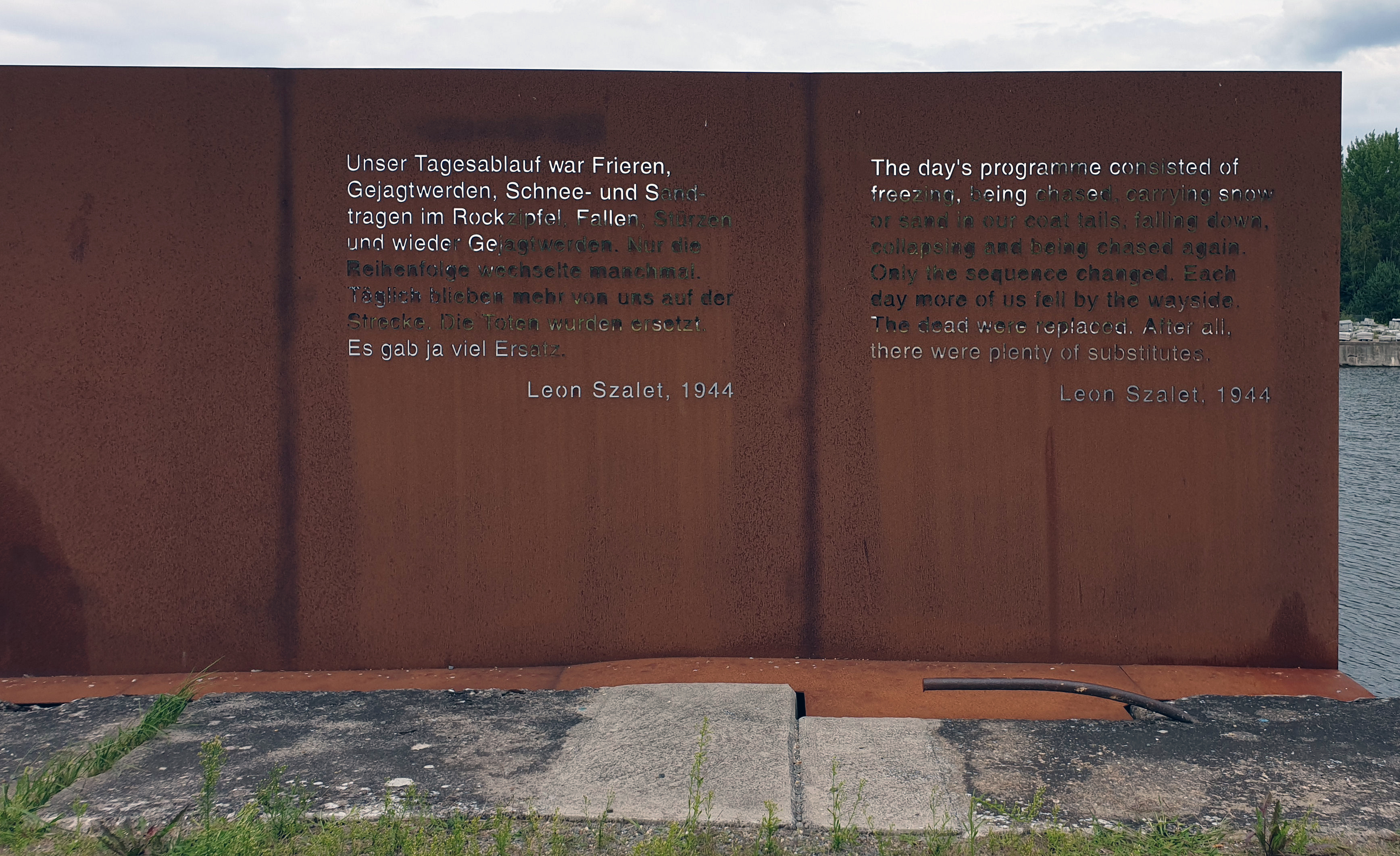
Gedenktafel am Klinkerwerk Oranienburg, Lehnitzschleuse, in Oranienburg

Als kleiner Junge ging Szalett mit seinen Eltern nach Warschau, wo er die Schule besuchte und abschloss. Danach betätigte er sich als Geschäftsmann, heiratete und hatte eine Tochter, Gitla-Matla, die 1914 in Paris geboren wurde, als sich ihre Eltern dort vorübergehend aufhielten. 1921 ging er nach Berlin, betätigte sich als Immobilienmakler und entwarf im Jahr 1926 gemeinsam mit einem Freund, dem Architekten Georg Breslauer, vorgefertigte Häuser aus Stahl. Die beiden suchten um Patente für ihre Innovation an, die auch in verschiedenen Industrienationen bewilligt wurden. 1936 wurden seine und Breslauers Modellhäuser im Rahmen der Olympia-Bauausstellung in London gezeigt. Die zunehmend aggressive Außenpolitik des NS-Regime verhinderte weitere Kooperationen mit dem Ausland.
Kurz vor Kriegsausbruch, so berichtet Nikolaus Wachsmann, unternahm er einen gewagten Versuch, Deutschland zu verlassen. Am 27. August 1939 bestieg er ohne Visum ein Flugzeug nach London, langte auch dort an, wurde jedoch von „pflichteifrigen britischen Grenzbeamten“ zurückgewiesen. Am 13. September 1939 wurde er von der Gestapo in Berlin verhaftet und gemeinsam mit weiteren fünfhundert polnischen Juden, die in Deutschland lebten, ins KZ Sachsenhausen deportiert.

### 237 Tage im Judenblock
Szalet war einer von fünfhundert polnischen Juden, die von Berlin aus im Jahr 1939 ins KZ Sachsenhausen bei Oranienburg verschleppt wurden. In seinem Bericht achtete er auf jedes Detail, nichts sollte in Vergessenheit geraten.
- Die Einwohner Oranienburgs empfingen die Häftlinge mit Beschimpfungen, sie warfen mit Steinen und Kot.
- Vor Hitler war die kleine Stadt mit 25.000 Einwohnern unbekannt. Seit aber „deutsche Todesmühlen“ dort errichtet wurden, „ist der Ruhm Oranienburgs weit über die Grenzen Deutschlands in alle Welt gedrungen“.
- Ein SS-Blockführer lief auf seinen mit Nägeln beschlagenen Stiefeln über die Rücken der Häftlinge der Baracke 38. „Wie mein Körper brannte. Ich war nicht mehr Haut, Fleisch und Knochen“, erinnerte sich Szalet. „Ich war eine einzige Wunde, in der ein Feuer saß und brannte.“[2]
- Eingebrannt ins Gedächtnis haben sich Bilder der Blumenbeete hinter den Baracken, von halb verhungerten Häftlingen sorgsam gepflegt. „Während vieler schlafloser Nächte beschäftigte mich der tragische Widerspruch zwischen den lieblichen Blumenbeeten und der verbrechengetränkten Atmosphäre des Lagers und raubte mir die Ruhe. Das wir aber zur Aufzucht unserer Grabesblumen beisteuern mussten, das war mehr als Ironie.“
- Szalet beschreibt minutiös: das Lagerleben, die Wachhäuschen, bestückt mit Maschinengewehren und Scheinwerfern, das Steinhaus der Kommandantur, den Stacheldraht unter Strom, die stets wachsende Barackenstadt – und wie SS-Männer Leichen über den Appellplatz kickten.[2]
- Trotz Krankheit meldete er sich zur Arbeitsbrigade Klinker, in der Menschen wie Fliegen starben. Er wollte alles gesehen haben um Bericht erstatten zu können. „Dass bei der Abrechnung, wenn die Frevler zu Kreuze kriechen und um Gnade betteln würden, diese Beobachtungen mit in die Waagschale geworfen werden könnten.“
- Übereinstimmend berichten alle Häftlinge über die Kraft des (gesungene)n Gebets Kol Nidre in den Lagern: „Plötzlich wurde die bedrückende Stille durch eine traurige Melodie unterbrochen. Es war der klagende Klang des alten ‚Kol Nidre‘ Gebets.“[3]

Der Schmerz von damals blieb Szalet erhalten, bis zu seinem Tod, vor allem der Schmerz, keine Sprache für Erlebtes finden zu können. „Wo gibt es Worte?“, fragte er sich. „Wo kann man Farbe und Pinsel, Marmor und Meißel finden, um diese Totenprozession wiederzugeben?“

### Freilassung, Flucht
Aufgrund intensiver Bemühung seiner Tochter wurde Leon Szalet am 7. Mai 1940 entlassen. Vater und Tochter reisten umgehend nach Italien und erreichten dort die SS Conte Verde, das letzte Schiff nach Fernost. Nach dem Kriegseintritt Italiens im Juni 1940 wurden weitere Transporte nach Asien unmöglich. Szalet gelangte nach Shanghai und blieb dort bis Oktober 1941, bis das Einreisevisum für die Vereinigten Staaten eintraf. Am 23. Oktober 1941 kam er in San Francisco an. In den USA versuchte er, frühere Verträge zu erneuern und sein Geschäft neu aufzubauen.
In den Jahren 1942 bis 1944, während die Massenvernichtung der europäischen Juden auf polnischem Territorium ihren Höhepunkt erreichte, schrieb Szalet – entsprechend seinem „Gelübde“ – seinen Bericht über seine Zeit im KZ Sachsenhausen und über die Torturen, die die Häftlinge dort erleiden mussten. Die detaillierten Beschreibungen der Verbrechen von Funktionshäftlingen und SS-Blockführern sollten auch der künftigen Strafverfolgung der Täter dienen.

### Kein Friede den Frevlern
„Szalet beschreibt das Lagerleben minutiös: das Steinhaus der Kommandantur, die Wachhäuschen, bestückt mit Scheinwerfern und Maschinengewehren, den Stacheldraht unter Strom, die immer weiter wachsende Barackenstadt – und wie die SS-Männer die Leichen über den Appellplatz kickten.“ Nichts sollte in Vergessenheit geraten. Er meldete sich – trotz Krankheit – zur Arbeitsbrigade Klinker, die eine hohe Todesrate hatte. Er wollte alles sehen, um davon berichten zu können: „Dass bei der Abrechnung, wenn die Frevler zu Kreuze kriechen und um Gnade betteln würden, diese Beobachtungen mit in die Waagschale geworfen werden könnten.“ Juliane Brauer beschreibt das Werk wie folgt:

„Der Überlebensbericht Szalets überzeugt vor allem durch seine sprachliche Eindringlichkeit und seine zeitnahe Intensität. Als Augenzeuge dokumentierte Szalet die wohl schlimmsten Monate für die jüdischen Gefangenen im KZ Sachsenhausen vom September 1939 bis zum Frühjahr 1940. Obwohl nicht als Tagebuch entstanden, erweckt die Detailgenauigkeit und die innere Vergegenwärtigung des Geschehens, vor allem aber die tatsächlich tageweise Beschreibung der ersten und grausamsten 17 Tage in den jüdischen Baracken den Eindruck, dass der Bericht aus zeitgleich entstandenen Notizen hervorging. So steht er in seinen plastischen Schilderungen des emotionalen und körperlichen Leidens der Gefangenen […] dem Tagebuch des norwegischen Gefangenen Odd Nansen in nichts nach.“

Der Bericht erschien Anfang 1946 in einer gekürzten englischen Fassung unter dem Titel Experiment ‚E’. Report from an Extermination Laboratory, wobei „E“ für Extermination steht und hiermit die Kontinuität der Vernichtung in deutschen wie polnischen Lagern nachgezeichnet werden soll. Über die deutsche Ausgabe von 2006 schrieb die taz: „Wie der Kontrast zwischen den friedlichen Bildern und den Grausamkeiten des Berichteten schmerzt, so tut es auch die literarische Qualität von Szalets Zeugnis, die Poesie seiner Sprachbilder.“

### Krankheit, Tod
Nach dem Untergang des NS-Regimes verlangte Szalet Entschädigung für den Vermögensverlust in Berlin. Es gelang ihm, die Rückgabe eines Gebäudes zu erwirken. Eine Veröffentlichung seines Zeitzeugenberichts in deutscher Sprache, in der Sprache, in der der Text verfasst worden war, konnte trotz vielfältiger Bemühungen zu seinen Lebzeiten nicht realisiert werden. Das Buch wurde erst 61 Jahre nach dem Untergang des NS-Regimes veröffentlicht, 48 Jahre nach seinem Tod.
Im Jahr 1957 reiste Szalet durch Europa. Er besuchte Österreich, Frankreich, England und Deutschland. Gesundheitliche Probleme erzwangen Aufenthalte in Sanatorien in Österreich und England. Die Nachwirkungen der KZ-Haft waren spürbar. Er starb Anfang März 1958 in Berlin.

### Lebensweg der Tochter
Gitla-Matla Szalet, später: Madleine Lejwa-Chalette, heiratete im Jahr 1947 den polnischen Biochemiker Arthur Lejwa. Das Paar eröffnete eine Galerie in Manhattan und wurde in den 1950er Jahren zu erfolgreichen Kunsthändlern. Die Galerie Chalette, benannt nach dem ursprünglichen Namen ihres Vaters, wurde von der Tochter 1972 geschlossen, nachdem ihr Ehemann gestorben war. Sie war jedoch weiterhin als Consultant für Sammler und Museen tätig, förderte den Studienzweig für Biochemie an der Hebrew University und Ausgrabungsarbeiten der New York University in Aphrodisia und war Patronin der Metropolitan Opera in New York. Sie starb kinderlos 1996 in Manhattan.
Die Sammlung des Ehepaares, The Arthur and Madeleine Chalette Lejwa Collection, befindet sich im Israel Museum. Das Vermächtnis enthält Werke von Hans Arp, Julio González und Pablo Picasso. Weitere Schenkungen gingen bereits zu Lebzeiten an das Metropolitan Museum of Art in New York und an die National Gallery of Art in Washington.

## Buch und Film
Eine Kopie des Originalmanuskripts von Leon Szalet gelangte in den 1990er-Jahren in das Archiv der Gedenkstätte Sachsenhausen. Diese erstellte im Jahr 2006 eine sorgfältig edierte und kommentierte Ausgabe – „knapp 50 Jahre nach dem Tode des Dokumentaristen liegt nun sein Vermächtnis der Öffentlichkeit vor.“ Allerdings wurde nicht der ursprüngliche Titel gewählt, sondern Baracke 38, und der Untertitel 237 Tage in den „Judenblocks“ des KZ Sachsenhausens. Die Baracke 38 hat in dreierlei Hinsicht einen besonderen historischen Stellenwert: Sie steht als eine der drei sogenannten Judenbaracken symbolhaft für die „Sonderbehandlung“ jüdischer Insassen im KZ Sachsenhausen, sie wurde 1992 durch einen rechtsradikalen Brandanschlag nahezu vollständig zerstört und heute befindet sich darin die Dauerausstellung über jüdische Häftlinge in Sachsenhausen.
Erst 2011 fand der vom Autor gewählte Titel des Manuskripts – Kein Friede den Frevlern – Verwendung, jedoch nicht für eine Buchpublikation, sondern für einen Essayfilm von Mikko Linnemann, der 2011 entstand und den literarischen Überlebensbericht des Häftlings Leon Szalet mit Bilder und Tönen der beschriebenen Orte aus der Entstehungszeit des Filmes kontrastierte.

## Bibliographie
- Leon Szalet: Keine Friede den Frevlern, Manuskript aus den Jahren 1942 bis 1944
  - (englische, gekürzte Ausgabe): Experiment ‚E’. Report from an Extermination Laboratory, 1946
  - (deutsche Ausgabe) Baracke 38. 237 Tage in den „Judenblocks“ des KZ Sachsenhausens. Ediert, kommentiert und mit einem Nachwort versehen von Winfried Meyer, Vorwort von Paul Spiegel. Als Band 3 der Reihe ÜberLebenszeugnisse hg. von der Stiftung Brandenburgische Gedenkstätten, Metropol Verlag, Berlin 2006, ISBN 978-3-938690-11-6.
- Kein Friede den Frevlern. D 2011, Regie: Mikko Linnemann, Sprecher: Michael Mendl, Musik: Heinz Röttger, Sascha Neudeck und Katharina Katter, Michal Jacaszek, 40 Minuten.